# Lemay Estrada Arce
Lemay Estrada Arce (Cuba, 1976), més conegut com a Lemay, és un jugador afeccionat de frontó valencià, tot i que començà en la pilota basca.
Va ser membre durant 10 anys de la Selecció cubana de pilota basca, essent-ne membre al Campionat mundial de pilota basca celebrat a Pamplona el 2002. L'any següent, marxà de Cuba a Espanya i feu proves amb l'empresa pilotari Aspe, la qual no l'acceptà, però menà al País Valencià, on també feu proves jugant a escala i corda (modalitat professional de la pilota valenciana). No hi reeixí, però un empresari local el contractà d'obrer esperonant-lo a continuar jugant. Aquest cop, però, a frontó valencià, modalitat amateur en què s'ha demostrat jugador punter en el mà a mà i per parelles. Lemay ha arribat a representar la Selecció Valenciana de Pilota en el I Obert d'Espanya de Frontó valencià (2008) i a ser preseleccionat per als Campionats Internacionals de Pilota del 2008.

## Palmarès
- Frontó:
  - Campió Autonòmic individual: 2004, 2005, 2006, 2007, 2008, 2009 i 2013[2]
  - Campió Autonòmic per parelles: 2004, 2005, 2006, 2007, 2008 i 2009
  - Campió de l'Obert d'Albal: 2010
  - Subcampió de l'Obert de Comunitats d'Espanya de Frontó valencià: 2008
  - Subcampió Trofeu President de la Diputació de València: 2006